# Emmanuel de Biolley
Pour les articles homonymes, voir de Biolley.
Emmanuel de Biolley, né à Verviers le 1er décembre 1829 et mort le 6 novembre 1892, est un homme politique belge.

## Fonctions et mandats
- Membre du Sénat belge : 1884-1892

## Sources
- A. ZUMKIR, 'Les dynasties politiques dans la Province de Liège à l'époque contemporaine', in Annales du XXXVI congrès de la Fédération archéologique et historique de Belgique, Gent, 1956.
- P. GERIN, 'Presse populaire catholique et presse démocrate chrétienne en Wallonie et à Bruxelles, 1830-1914', in Cahiers du Centre interuniversitaire d'Histoire contemporaine, vol. 80, 1975.
- Oscar COOMANS DE BRACHÈNE, État présent de la noblesse belge, Annuaire 1984, Brussel, 1984.
- Jean-Luc DE PAEPE en Christiane RAINDORF-GERARD, Le Parlement belge, 1831-1894. Données biographiques, Brussel, Académie royale de Belgique, 1996.